# بخش پستیاکوفسکی
بخش پستیاکوفسکی (به لاتین: Pestyakovsky District) یک منطقهٔ مسکونی در روسیه است که در استان ایوانوف واقع شده‌است.